# 黄褐毛梾木
黄褐毛梾木（学名：Swida fulvescens）为山茱萸科梾木属下的一个种。

## 扩展阅读
- 維基物種上的相關：黄褐毛梾木